# Asparagus aethiopicus
Asparagus aethiopicus es una especie de planta de la familia Asparagaceae. Es nativa de África.

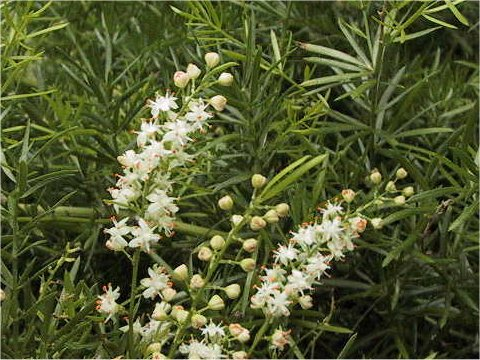
Inflorescencias

## Descripción
Es una hierba perenne de porte colgante, tallos arqueados (de hasta 60 cm) y hojas (cladodios) rígidas, aplanadas, lineares y muy mucronadas. Las flores son muy pequeñas, perfumadas, de color blanco o verde y dispuestas en racimos. El fruto tiene forma de baya roja.

## Taxonomía
Asparagus aethiopicus fue descrita por Carlos Linneo  y publicado en Mantissa Plantarum 1: 63. 1767.
Etimología
Ver: Asparagus
aethiopicus: epíteto geográfico que alude a su localización en Etiopía.
Sinonimia
- Asparagopsis aethiopica (L.) Kunth
- Asparagopsis lancea (Thunb.) Kunth
- Asparagus aculeatus Voss
- Asparagus laetus Salisb.
- Asparagus lanceus Thunb.
- Asparagus maximus Voss
- Asparagus sprengeri Regel
- Protasparagus aethiopicus (L.) Oberm.[2][3]